# Nebárt se budoucnosti
Nebárt se budoucnosti (v anglickém originále Bart to the Future) je 17. díl 11. řady (celkem 243.) amerického animovaného seriálu Simpsonovi. Scénář napsal Dan Greaney a díl režíroval Michael Mercantel. V USA měl premiéru dne 19. března 2000 na stanici Fox Broadcasting Company a v Česku byl poprvé vysílán 12. února 2002 na stanici ČT1.

## Děj
Rodina Simpsonových si vyjede do kempu, ovšem dozví se, že ten byl napaden vlnou komárů. Na cestě zpět se zastaví v indiánském kasinu. Marge ani Lízu nenadchne, a tak se dovnitř vydávají jen Homer s Bartem.
Hned při vstupu je Bart kvůli svému nízkému věku vypovězen, a tak se do kasina snaží dostat jiným způsobem. Nakonec se mu to podaří v bedýnce, ve které původně byla loutka jednoho z účinkujících, který měl ten den v podniku vystupovat. Bart ovšem ochrance ani tak neunikne a je zaveden rovnou za majitelem.
Dozví se, že majitel je indiánský šaman, který dokáže předpovídat budoucnost, a tak pohlédne do plamene a zjistí, jak bude vypadat za třicet let. Dle předpovědi se stane špinavým bezdomovcem bez pořádného materiálního zajištění, ovšem jeho sestra je zvolena za prezidentku USA. Toho Bart využívá a vydá se ji do Washingtonu požádat o pomoc s jeho finanční krizí. Líza mu ale vyhovět nemůže, a tak se Bart zabydlí přímo v Bílém domě, což s sebou nese řadu problémů, zvlášť pro Lízu, která svého bratra a jeho nevybíravé chování nemůže vystát. Aby se ho zbavila, jmenuje ho ministrem selského rozumu a posílá ho daleko mimo město, do Camp Davidu. Zde se Bart od ducha Billyho Cartera, bratra Jimmyho Cartera, dozví pravdu a uvědomí si, že se za něho jeho sestra stydí. Vrátí se zpátky do sídla prezidentů a pomůže Líze s nevrlými vyslanci zemí, kteří žádají okamžité splacení dluhu, jež vůči nim USA mají.
V závěru se Bart přenese opět do současnosti, kde pro něj přijde Líza, protože Homer napadl servírku a Marge prohrála velkou sumu peněz, a tak musejí jít.

## Produkce
Díl napsal Dan Greaney a režíroval jej Michael Marcantel. Po epizodě Lízina svatba z šesté řady, jež byla odvysílána o pět let dříve v roce 1995, to byla druhá epizoda seriálu, která ukazovala život rodiny Simpsonových v budoucnosti. Se scenáristou Simpsonových Mattem Selmanem seděli jednoho dne v Greaneyho kanceláři a snažili se vymyslet nové příběhy k epizodám, když dostali nápad vytvořit doprovodný díl k této epizodě. Greaney chtěl napsat díl odehrávající se v budoucnosti, jenž by se zaměřil na Barta místo Lízy. Myslel si, že by bylo zajímavé prozkoumat, jak budoucnost funguje pro „kluka, jako je Bart, který nedbá na školní práci a jde mu jen o to, aby byl super“.
Selman v audiokomentáři k dílu poznamenal, že „věc, která scenáristy opravdu nadchla, byla tato velmi specifická verze Barta z budoucnosti“. Greaney tuto verzi identifikoval jako „chlapíka, který obviňuje všechny ostatní a říká všem ostatním, že bývali super, že je to vina všech ostatních, že se jeho život nevyvíjí tak, jak by chtěl“. Showrunner seriálu Simpsonovi Mike Scully také poznamenal, že budoucí Bart je typ člověka, který „vždycky čeká na nějakou velkou finanční výplatu, o které se domnívá, že mu náleží, ať už je to pojistné plnění, dědictví nebo něco, co dříve či později přijde“. Greaney uvedl, že všichni ve scenáristické místnosti rozpoznali tyto rysy od lidí, které znají, a proto všichni přispěli do epizody tím, že navrhli hlášky, které by měl Bart říct, a věci, které by měl udělat.
Podle Greaneyho animátoři původně navrhli budoucího Barta jako „zábavného“ a vytvořili několik návrhů, kde byl „štíhlý a atraktivní“. Greaney si myslel, že žádný z těchto návrhů se neslučuje s osobností, kterou on a ostatní scenáristé budoucímu Bartovi přiřadili, a tak animátorům řekl, aby postavu nakreslili s tlustým břichem, culíkem, povislými oky pod očima a jednou náušnicí. Scully v audiokomentáři uvedl, že podle něj návrh Barta vypadal „skvěle“, i když dodal, že bylo „trochu znepokojující“ vidět v epizodě starší verze Homera a Marge, a zažertoval, že je „trochu smutné sledovat, jak kreslené postavy stárnou“.
Greaney potřeboval pro epizodu kulisu, která by mu umožnila vžít se do vize postav v budoucnosti, a scenárista Simpsonových George Meyer přišel s nápadem indiánského kasina. Když Homer a Bart poprvé vstoupí do kasina, Homer říká Bartovi, že „i když nám připadají divné, musíme respektovat způsoby indiánů“. Pokračuje tím, že všechny v kasinu pozdraví v rytmu stereotypního indiánského zpěvu. Tento vtip navrhl Tom Gammill a mezi štábem pořadu se vedla debata, zda ho do epizody zařadit, protože by mohl indiány urážet. Podle Scullyho však Dan Castellaneta, dabér Homera, fór „udělal tak vtipně, když jsme byli u čtení, že jsme se rozhodli ho tam dát a riskovat, že urazíme“.

## Vydání a přijetí
Epizoda byla původně vysílána na stanici Fox ve Spojených státech 19. března 2000 a ten večer ji vidělo přibližně 8,77 milionu domácností. S ratingem 8,7 podle agentury Nielsen se díl umístil na 28. místě ve sledovanosti v týdnu od 13. do 19. března 2000. Byl to druhý nejsledovanější pořad na stanici Fox v tomto týdnu, hned po epizodě Malcolma v nesnázích (která získala rating 10,0 a byla sledována v 10,1 milionu domácností).
Dne 7. října 2008 byl díl vydán na DVD jako součást boxu The Simpsons – The Complete Eleventh Season. Členové štábu Mike Scully, Dan Greaney, Matt Selman a George Meyer se podíleli na audiokomentáři k této epizodě na DVD. Na box setu byly také zařazeny vymazané scény z epizody.
Díl získal od kritiků smíšené hodnocení ve srovnání s epizodou Lízina svatba, která se setkala s pozitivním ohlasem. Nancy Basileová z About.com jej uvedla jako jednu z epizod, která podle ní v jedenácté řadě „zazářila“. Při recenzování jedenácté řady Simpsonových se Colin Jacobson z DVD Movie Guide vyjádřil, že „tento druh fantasy epizod může být trefou do černého a tento trend platí i zde. Nicméně Budoucnost se spíše povedla než nepovedla. Ačkoli několik gagů je bombastických, většina z nich se ukazuje jako docela dobrá. V žádném okamžiku se z toho nestane klasika, ale po většinu času to baví.“
Hayden Childs z The A.V. Clubu v roce 2011 napsal, že epizoda „nebyla tak dobrá, i když lepší než mnoho skutečných mizerů, kteří v té době ještě přišli. Přesto se naprosto nevyrovnala Lízině svatbě.“ V roce 2003 Ben Rayner z Toronto Star označil díl za „trapný výlet z roku 2000“ a poznamenal, že Entertainment Weekly ji „právem označil za ‚nejhorší epizodu všech dob‘ “. Sloupkař Winnipeg Free Press Randall King ve své recenzi jedenácté řady napsal, že díl Kdo ví, kdo ovdoví? (v němž došlo ke smrti postavy Maude Flandersové) je „důkazem, že spolehlivě brilantní seriál se mohl – a také se tak stalo – v jedenácti letech vážně pokazit. Zabití Maude byl hřích, který ještě umocnila epizoda Nebárt se budoucnosti.“
Ve své knize Watching with The Simpsons z roku 2006 Jonathan Gray analyzoval mnoho reklamních parodií, které se v Simpsonových objevily. K dílu Nebárt se budoucnosti se vyjádřil následovně: „V epizodě Nebárt se budoucnosti, v níž indiánský šaman v kasinu léčí Barta vizí jeho budoucnosti, jako by nestačily reklamy na dětské hračky nebo v kostelech, (…) je trapné bohatství. Můžete si na to vsadit! (…) Simpsonovi s velkým efektem využívají parodii nejen k ilustraci toho, jak otravně a neuctivě reklamy zasahují do jakéhokoli území, ale také k zesměšnění jejich logiky a rétoriky.“.

## Prezidentství Donalda Trumpa
Epizoda silně naznačuje, že prezidentem se stal realitní magnát Donald Trump a způsobil rozpočtovou krizi, kterou Líza zdědila. V roce 2015 média tuto epizodu citovala jako předzvěst Trumpovy budoucí kandidatury na prezidenta; epizoda vznikla v době Trumpovy kandidatury na třetí místo v roce 2000. Dan Greaney v rozhovoru pro The Hollywood Reporter v roce 2016 řekl, že myšlenka na Trumpovo prezidentství mu tehdy „připadala jako logická poslední zastávka před dopadem na dno. Bylo to nadhozeno, protože to bylo v souladu s vizí Ameriky, která se zbláznila.“ V rozhovoru pro TMZ v květnu 2016 Matt Groening řekl, že považuje za nepravděpodobné, že by se Donald Trump stal prezidentem Spojených států.
Dne 8. listopadu 2016 byl Trump zvolen 45. prezidentem Spojených států. O čtyři dny později v úvodních titulcích dílu Divoký víkend v Havaně, odvysílaném 13. listopadu 2016, Bart jako gag na tabuli napíše „Mít pravdu je nanic“. Scény z příspěvku Simpsonových na YouTube z roku 2015 Trumptastic Voyage (který odkazuje na reálné scény Donalda Trumpa z té doby) byly omylem identifikovány jako scény z epizody Nebárt se budoucnosti. Díl vzbudil další pozornost v roce 2021 po inauguraci Joea Bidena, když byly šaty viceprezidentky Kamaly Harrisové, které si na tuto událost oblékla, přirovnány k Lízině oblečení z této epizody.